# 萨拉·赫德
萨拉·赫德（英語：Sarah Heard，1983年10月4日—），澳大利亚女子赛艇运动员。她曾代表澳大利亚参加世界赛艇锦标赛，获得一枚金牌、一枚银牌和一枚铜牌。她也曾参加2008年夏季奥运会。